# Друвиете, Ина
И́на Дру́виете (латыш. Ina Druviete, род. 28 мая 1958 года) — латвийский политический деятель, филолог. Проректор Латвийского университета. Бывший министр образования и науки Латвии. Хабилитированный доктор филологии (1996); профессор кафедры латышской и общей лингвистики Латвийского университета и ведущий научный сотрудник в институте латышского языка Латвийского университета. Действительный член Академии наук Латвии (2016). Член партии «Единство». Депутат 8, 9, 10 и 11 Сеймов Латвии.

## Биография
Родилась в Риге. В 1976—1981 годах училась на филологическом факультете Латвийского государственного университета, квалификация — филолог, преподаватель латышского языка и литературы. В 1981—1984 годах училась в аспирантуре в институте языка и литературы Академии наук Латвийской ССР. В 1985 году защитила кандидатскую диссертацию на тему «Значение научной деятельности Карла Мюленбаха для развития норм латышского литературного языка».
C 1985 по 1992 год — младший научный сотрудник в институте языка и литературы Академии наук Латвийской ССР. С 1992 года по настоящее время ведущий научный сотрудник в институте латышского языка Латвийского университета.
В 1996 году защитила хабилитационную диссертацию на тему «Социолингвистическая ситуация латышского языка (методы изучения и характеристика: статистика, психология, политика)».
В 1997 году избрана на должность профессора Латвийского университета. В 2003 и 2009 годах переизбрана. В 1999 году избрана членом-корреспондентом Академии наук Латвии по специальности «языкознание».
В 2002 году избрана депутатом в 8-й Сейм Латвии, где с 2002 по 2004 год работала председателем комиссии по правам человека и общественным делам. С 2004 по 2006 год занимала пост министра образования и науки Латвии в правительстве Айгара Калвитиса. В 2006 году избрана депутатом в 9-й Сейм Латвии, а в 2010 году — в 10-й Сейм, где с 2010 по 2011 год работала председателем комиссии по образованию, культуре и науки. На внеочередных выборах в 2011 году избрана депутатом в 11-й Сейм Латвии, где продолжила работать председателем комиссии по образованию, культуре и науки до 2014 года.
С 22 января по 5 ноября 2014 года во второй раз была министром образования и науки Латвии в правительстве Лаймдоты Страуюмы. На выборах в 12-й Сейм Латвии в октябре 2014 года Друвиете баллотировалась в депутаты Сейма от партии Единство, но не была избрана (причём она получила самое большое количество минусов среди членов правительства), поэтому решила не выдвигать свою кандидатуру на пост министра образования.
В августе 2015 года стала новым проректором Латвийского университета в сфере гуманитарных и образовательных наук. В ноябре 2016 года избрана действительным членом Академии наук Латвии.

## Научная работа
С 1982 года автор более 300 научных публикаций на такие темы, как общее языкознание, языковая политика, наука образования. Автор 8-ми монографий. С 2002 года под её руководством защищено 6 промоционных работ.

## Награды
- Орден Трёх звёзд III степени (2012)
- Орден Креста земли Марии II степени (2005)
- Награда Цицерона (2005)
- Почётная грамота Министерства иностранных дел Латвии «За значительный вклад в укрепление Латвийской Республики» (2002)
- Награда президиума Академии наук Латвийской ССР (1982, 1990)